# Mooswiese (Naturschutzgebiet)
Das 1938 eingerichtete Naturschutzgebiet Mooswiese ist eines der ältesten Naturschutzgebiete im Landkreis Konstanz und in Baden-Württemberg. Das 20,5 ha große Gebiet westlich des Konstanzer Stadtteils Litzelstetten ist seit dem 7. November 1938 als Naturschutzgebiet ausgewiesen.

## Bedeutung
Es handelt sich bei dem Gebiet um ein von Wald umgebenes Flachmoor in der Drumlin-Landschaft auf dem Bodanrück auf rund 460 m ü. NN. Es enthält verschiedene durch Torfstich entstandene Wassertümpel mit ausgedehnten Beständen von Kopfbinsen und dem Vorkommen der Mehlprimel und des Frühlingsenzians.
Die Mooswiese steht über einen Graben direkt mit dem Naturschutzgebiet Bussensee in Verbindung. In diesem Graben findet man mit dem Froschbiss (Hydrocharis morsus-ranae) eine floristische Besonderheit, die hier im Bodenseegebiet zum letzten Mal vorkommt.